# Alienacja pracy
Alienacja pracy – teoria alienacji Karola Marksa, która opisuje proces oddzielenia i wyobcowania człowieka od jego pracy, otaczającego świata, ludzkiej natury oraz samego siebie. Alienacja jest skutkiem podziału pracy w społeczeństwie kapitalistycznym, w którym życie jednostki sprowadza się do pełnienia mechanicznej roli w ramach klasy społecznej.
Podstawą teoretyczną alienacji jest przekonanie, że pracownik traci zdolność samodzielnego decydowania o swoim życiu i losie, gdy zostaje pozbawiony prawa do postrzegania siebie jako podmiotu kierującego własnymi działaniami — zarówno w zakresie określania ich charakteru, kształtowania relacji społecznych, jak i posiadania owoców swojej pracy (w postaci dóbr i usług). Choć jako jednostka jest autonomicznym, samorealizującym się człowiekiem, w kontekście ekonomicznym pracownik staje się narzędziem podporządkowanym celom narzucanym przez burżuazję — właścicieli środków produkcji — którzy dążą do maksymalizacji wartości dodatkowej w konkurencji rynkowej.
Choć motyw alienacji pojawia się w całym dorobku Marksa, to szczególnie obszernie został on rozwinięty w jego wczesnych pracach, zwłaszcza w Rękopisach ekonomiczno-filozoficznych z 1844 oraz w późniejszych notatkach do Kapitału, znanych jako Grundrisse. Marks czerpał inspirację z filozofii Georga Wilhelma Friedricha Hegla oraz z dzieła Ludwiga Feuerbacha Istota chrześcijaństwa (1841).

## Formy alienacji
W pismach z wczesnych lat 40. XIX wieku Marks używa niemieckich terminów Entfremdung („wyobcowanie” lub „alienacja”, od fremd – „obcy”) oraz Entäußerung („zewnętrznienie” lub „wyrzeczenie się”), by opisać nienaturalne, wrogie oddzielenie bytów, które powinny pozostawać w jedności.
Karol Marks o alienacji pracy napisał w Rękopisach ekonomiczno-filozoficznych m.in.:

[…] praca jest dla robotnika czymś zewnętrznym, tzn. nie należy do jego istoty, […] robotnik nie potwierdza się w swojej pracy, lecz zaprzecza, nie czuje się zadowolony, lecz nieszczęśliwy, nie rozwija swobodnie energii fizycznej i duchowej, lecz umartwia swe ciało i rujnuje się duchowo. Robotnik czuje się zatem sobą dopiero poza pracą, a w procesie pracy nie czuje się sobą. Czuje się swobodnie, gdy nie pracuje, a gdy pracuje, czuje się skrępowany. Toteż praca jego nie jest dobrowolną, lecz narzuconą, jest pracą przymusową. Nie jest ona zaspokojeniem potrzeby pracy, lecz tylko środkiem do zaspokojenia potrzeb poza nią. Jej obcość uwidacznia się wyraźnie w tym, że gdy tylko nie ma przymusu fizycznego czy jakiegoś innego, człowiek ucieka od niej jak od zarazy. Praca zewnętrzna, praca, w której człowiek się alienuje, to składanie w ofierze siebie samego, umartwianie się.

### Cztery formy alienacji
W Rękopisach ekonomiczno-filozoficznych Karol Marks wyróżnił cztery formy alienacji:
1. Od produktu pracy – odnosi się do sytuacji, w której pracownik w warunkach kapitalistycznych nie ma kontroli nad finalnym efektem swojej pracy. W przeciwieństwie do tradycyjnego rzemiosła, gdzie jednostka tworzy produkt od początku do końca, w systemie kapitalistycznym proces produkcji jest zorganizowany w sposób zmechanizowany i podzielony, a pracownik wykonuje jedynie wyspecjalizowaną, często powtarzalną czynność w ramach większego procesu. Produkt pracy staje się wówczas bytem obcym wobec samego twórcy – nie odzwierciedla jego indywidualności ani twórczych zdolności. Pracownik nie identyfikuje się z efektem swojej pracy, który powstaje nie z myślą o jego potrzebach, lecz jako towar przeznaczony na sprzedaż, służący zaspokojeniu interesów właścicieli środków produkcji. Praca traci tym samym charakter samorealizacji, stając się środkiem do osiągnięcia jedynie ekonomicznego przetrwania[9][10].
2. Od procesu pracy – odnosi się do utraty kontroli pracownika nad przebiegiem własnej aktywności zawodowej w warunkach kapitalizmu. Pracownik nie ma swobody wyboru, kiedy, jak i nad czym pracuje – rytm, charakter oraz treść pracy są określane przez pracodawcę. Proces pracy staje się wówczas czymś zewnętrznym wobec pracownika – nie stanowi jego świadomej, autonomicznej aktywności, lecz zostaje mu narzucony jako środek konieczny do uzyskania dochodu. Choć formalnie praca nie jest wymuszana siłą fizyczną, to presja ekonomiczna (konieczność utrzymania się, opłacenia mieszkania, zdobycia środków do życia) sprawia, że przyjmuje ona charakter przymusowy.  Marks opisywał ten stan jako sytuację, w której proces pracy „nie należy do pracownika” – nie jest wyrazem jego woli, lecz działaniem wykonywanym z konieczności, obcym wobec jego podmiotowości[9][10].
3. Od „gatunkowego bytu” człowieka – jedna z kluczowych form alienacji pracy w teorii Karola Marksa. Odnosi się do utraty przez pracownika kontaktu z własną istotą, potrzebami i aspiracjami w wyniku warunków pracy panujących w kapitalizmie. Zdaniem Marksa, praca powinna być istotnym i satysfakcjonującym aspektem ludzkiego życia, umożliwiającym samorealizację. W społeczeństwie kapitalistycznym jednak praca staje się jedynie środkiem do zarabiania pieniędzy niezbędnych do przetrwania, co prowadzi do jej odczłowieczenia. Pracownicy tracą możliwość wpływu na wytwarzane dobra i przebieg pracy, co sprawia, że nie czerpią z niej radości ani poczucia spełnienia.  Tym samym jednostki zostają wyobcowane od własnej natury – ich potrzeby, pragnienia i potencjał twórczy są tłumione przez ekonomiczne wymogi systemu. Pracownicy przestają być postrzegani jako podmioty ludzkie, a zaczynają być traktowani jako wymienne elementy mechanizmu produkcyjnego. Proces ten prowadzi do uprzedmiotowienia człowieka, który zostaje podporządkowany logice zysku, a nie własnemu rozwojowi[9][10].
4. Od innych ludzi – odnosi się do zerwania więzi społecznych pomiędzy jednostkami zatrudnionymi w systemie kapitalistycznym. W warunkach gospodarki kapitalistycznej pracownicy są zmuszeni do konkurowania ze sobą o zatrudnienie, wyższe wynagrodzenia oraz lepsze warunki pracy. Rywalizacja ta sprzyja postrzeganiu innych osób nie jako współuczestników wspólnej sytuacji klasowej, lecz jako przeszkód w osiągnięciu indywidualnych celów ekonomicznych. W konsekwencji więzi solidarnościowe zostają osłabione, a możliwość rozwinięcia świadomości klasowej zostaje zahamowana przez tzw. fałszywą świadomość.  Zamiast rozpoznawać wspólne interesy i doświadczenia, pracownicy zaczynają funkcjonować jako jednostki maksymalizujące zysk i kierujące się wyłącznie własnym interesem. W takim układzie inni ludzie są traktowani instrumentalnie – jako środki do osiągania celów, a nie jako równorzędni partnerzy społeczni. Proces ten pogłębia izolację jednostek i sprzyja utrwalaniu strukturalnej dominacji właścicieli środków produkcji[9][10].

### Alienacja subiektywna i obiektywna
Marks rozróżniał również alienację subiektywną i obiektywną. Alienacja subiektywna to poczucie wyobcowania lub braku przynależności w nowoczesnym społeczeństwie; objawia się odczuciem bezsensowności życia i własnej wartości. Z kolei alienacja obiektywna nie odnosi się do odczuć czy przekonań, lecz do rzeczywistego ograniczenia rozwoju podstawowych ludzkich zdolności.
Dla Marksa alienacja obiektywna stanowiła źródło alienacji subiektywnej — jednostki doświadczają braku sensu i spełnienia, ponieważ społeczeństwo nowoczesne nie sprzyja rozwojowi ich potencjału.
Marks zaczerpnął tę koncepcję od Hegla, który dostrzegł istotne aspekty struktury nowoczesnego społeczeństwa i jej zniekształcenia przez alienację.[9] Hegel uważał, że obiektywna alienacja została przezwyciężona dzięki instytucjom racjonalnego państwa, które umożliwiają jednostkom samorealizację. Rodzina, społeczeństwo obywatelskie oraz państwo polityczne miały według niego wspierać pełne urzeczywistnienie się człowieka zarówno jako jednostki, jak i członka wspólnoty. Niemniej Hegel dostrzegał ciągle szerokie rozprzestrzenienie alienacji subiektywnej — poczucia obcości wobec współczesnego świata lub braku utożsamiania się z nim. Jego celem było nie tyle reformowanie instytucji, co zmiana ich rozumienia przez jednostki.
Marks zgadzał się z Heglem co do powszechności alienacji subiektywnej, ale odrzucał tezę, że nowoczesne państwo pozwala na samorealizację. Wręcz przeciwnie, uznawał, że powszechne poczucie alienacji subiektywnej świadczy o tym, że alienacja obiektywna wciąż nie została pokonana.